# Вимислув (Островецький повіт)
Вимислув (пол. Wymysłów) — село в Польщі, у гміні Кунув Островецького повіту Свентокшиського воєводства.
Населення — 550 осіб (2011).
У 1975-1998 роках село належало до Келецького воєводства.

## Демографія
Демографічна структура на день 31 березня 2011 року:
|          | Загалом | Допрацездатний вік | Працездатний вік | Постпрацездатний вік |
| -------- | ------- | ------------------ | ---------------- | -------------------- |
| Чоловіки | 266     | 44                 | 196              | 26                   |
| Жінки    | 284     | 56                 | 157              | 71                   |
| Разом    | 550     | 100                | 353              | 97                   |